# Aerangis appendiculata
Aerangis appendiculata är en orkidéart som först beskrevs av Émile Auguste Joseph De Wildeman och fick sitt nu gällande namn av Rudolf Schlechter. 
Aerangis appendiculata ingår i släktet Aerangis och familjen orkidéer. Inga underarter finns listade i Catalogue of Life.